# Veljko Kadijević
Veljko Kadijević (en alfabet ciríl·lic: Вељко Кадијевић) (Donja Glavina, Croàcia, 21 de novembre de 1925 - Moscou, 2 de novembre de 2014) fou un militar iugoslau, general de l'Exèrcit Popular Iugoslau (JNA).

## Biografia
Fill de mare croata i pare serbi, sempre es va definir com a iugoslau. El 1942 es va unir als Partisans iugoslaus i el Partit Comunista de Iugoslàvia. Després de la guerra, es va graduar a la General Staff College de l'Exèrcit dels Estats Units el 1963, junt a un reduït grup d'oficials seleccionats per Tito.
Va ser el Ministre de Defensa en el govern iugoslau del 1988 al 1992, fet que el situà al capdavant del JNA durant la Guerra d'Eslovènia i les etapes inicials de la Guerra de Croàcia. En aquell període, viatjà a Rússia buscant suports polítics i militars, i posà l'exèrcit al servei del govern federal i els enclavaments serbis, tot i que va mantenir desavinences amb els polítics més radicals de la República Sèrbia de Krajina.
Visqué a Rússia des de l'any 2001, i el govern croat n'havia demanat l'extradició per crims de guerra ocorreguts a Bjelovar, Vukovar i Osijek. Tanmateix, el president rus Dmitri Medvédev el va nacionalitzar per decret el 13 d'agost de 2008, fet que fa molt difícil l'extradició segons la legislació russa. Morí el 2 de novembre de 2014 a Moscou.

## Obra
- Kontrudar- Moj vzgljad na Jugoslavii razval (2007).